# Mosso
Mosso – miejscowość i gmina we Włoszech, w regionie Piemont, w prowincji Biella.
Według danych na styczeń 2009 gminę zamieszkiwały 1683 osoby przy gęstości zaludnienia 92,5 os./1 km².